# Parc national des Karkonosze
Le parc national des Karkonosze (en polonais : Karkonoski Park Narodowy) est un parc national situé au sud-ouest de la Pologne, dans la voïvodie de Basse-Silésie, le long de la frontière avec la République tchèque. Créé en 1959, le parc atteint à l'heure actuelle une superficie de 55,76 km².  
Comme son nom l'indique, il englobe les monts Karkonosze (en français, monts des Géants), faisant partie de la chaîne de montagne des Sudètes.
En 1992, le parc a été classé par l'UNESCO comme réserve de biosphère conjointement avec le parc national mitoyen tchèque de Krkonoše.

## Description
Les monts Karkonosze sont la plus haute chaîne des montagnes des Sudètes, culminant au mont Śniejka à 1 602 mètres d'altitude. La majeure partie de la superficie du parc, environ 33,80 km², est constituée de forêts.  De plus, 40 hectares de tourbières ont été désignés site de zones humides internationales Ramsar. De nombreux ruisseaux de Karkonosze descendent les collines, créant des cascades, dont la plus grande dans la partie polonaise des montagnes (300 m) est créée par le ruisseau Łomniczka. Les caractéristiques du paysage sont les bouilloires glaciaires avec des rochers et des étangs cachés à l’intérieur. Des roches granitiques altérées en forme de champignons peuvent également être trouvées sur les flancs des montagnes.

## Faune
Il y a environ 100 oiseaux différents vivant dans le parc. Dans les parties les plus élevées des montagnes, il y en a moins d’espèces ; dans les niveaux inférieurs, il y a 100 variétés, mais sur les sommets, il n’y en a pas plus de 10. Le parc compte quatre espèces de poissons, six espèces d’amphibiens et cinq espèces de reptiles. L’attraction du parc sont les mouflons, apportés ici au début du XXe siècle.

## Tourisme
Le parc national de Karkonosze est visité par plus de 1,5 million de touristes chaque année. Ils peuvent utiliser 112 kilomètres de sentiers pédestres, 10 remontées mécaniques et 12 maisons d’hôtes. Le parc a son siège dans la ville de Jelenia Góra.

## Galerie

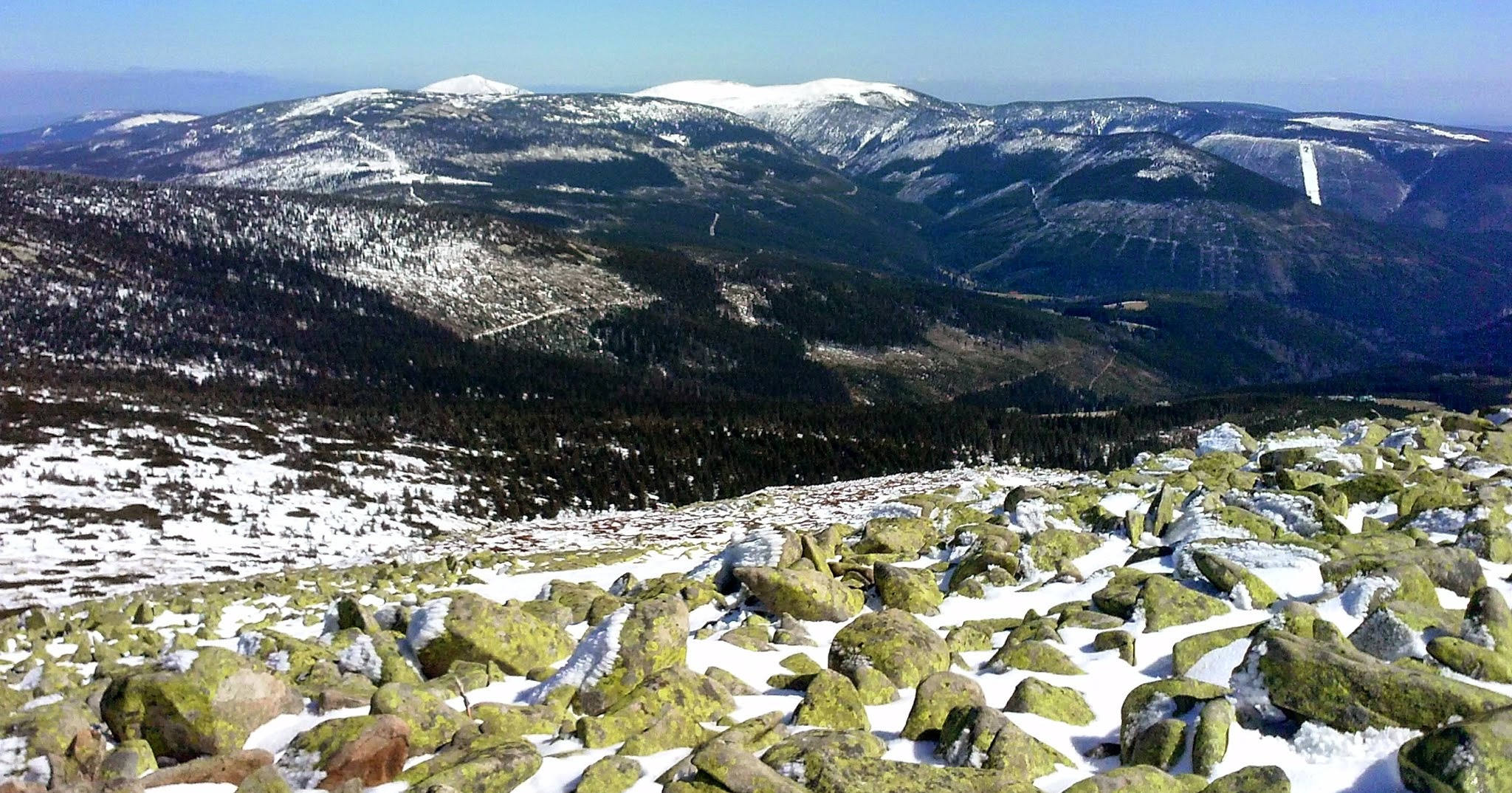
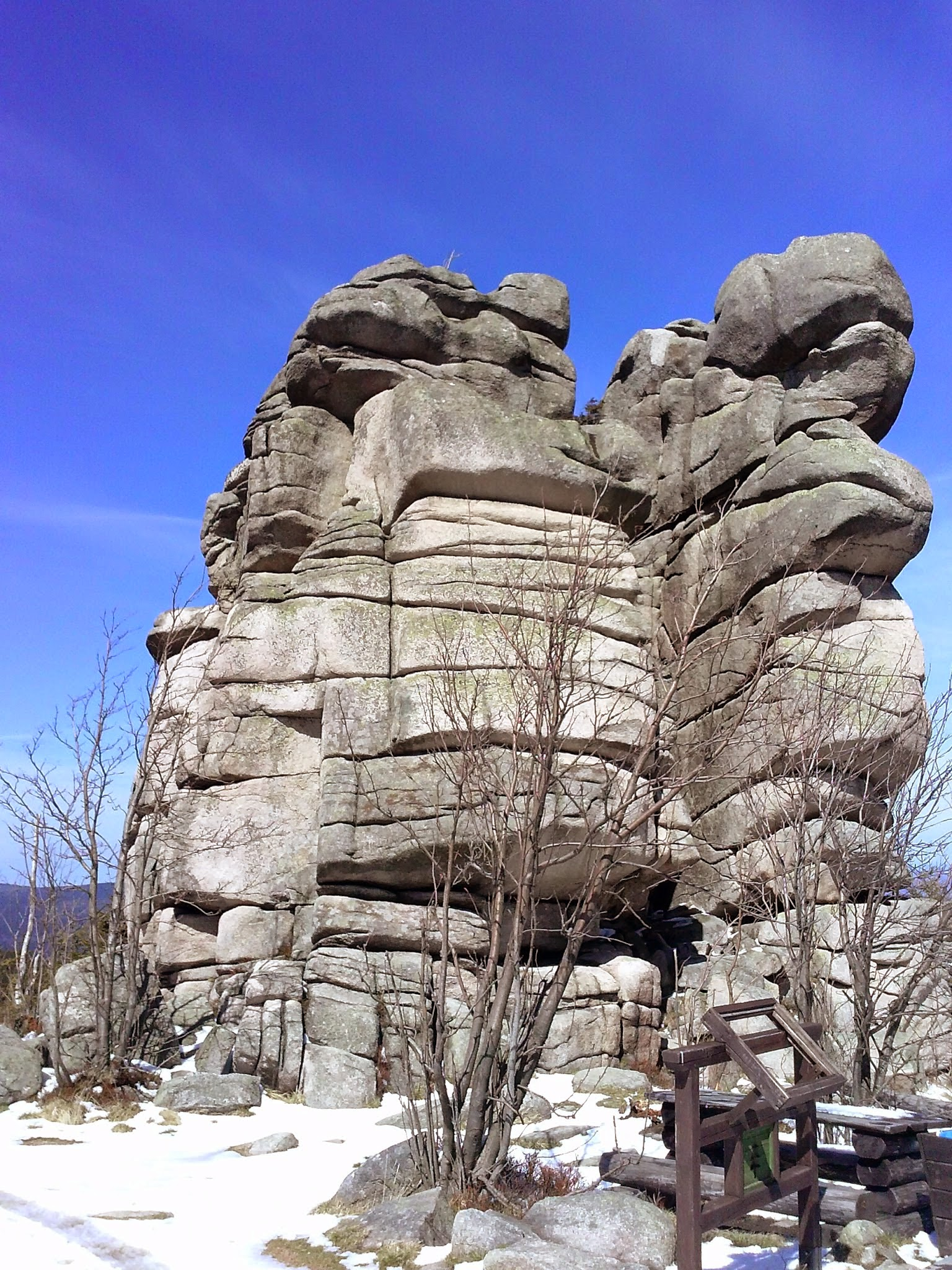
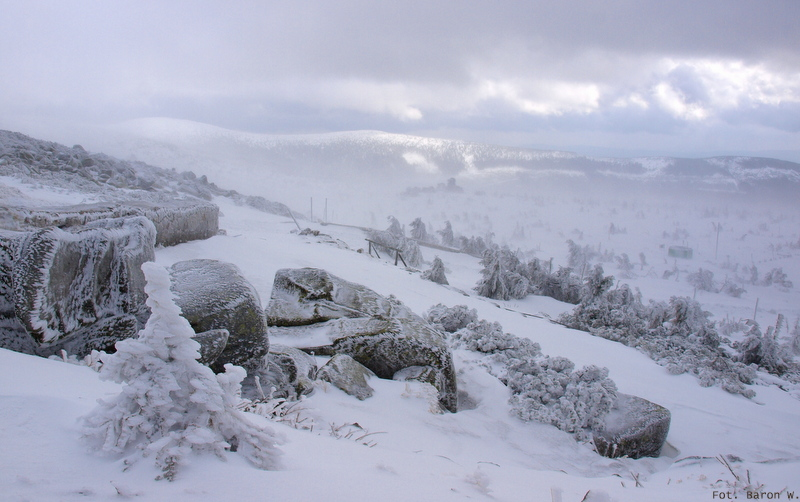
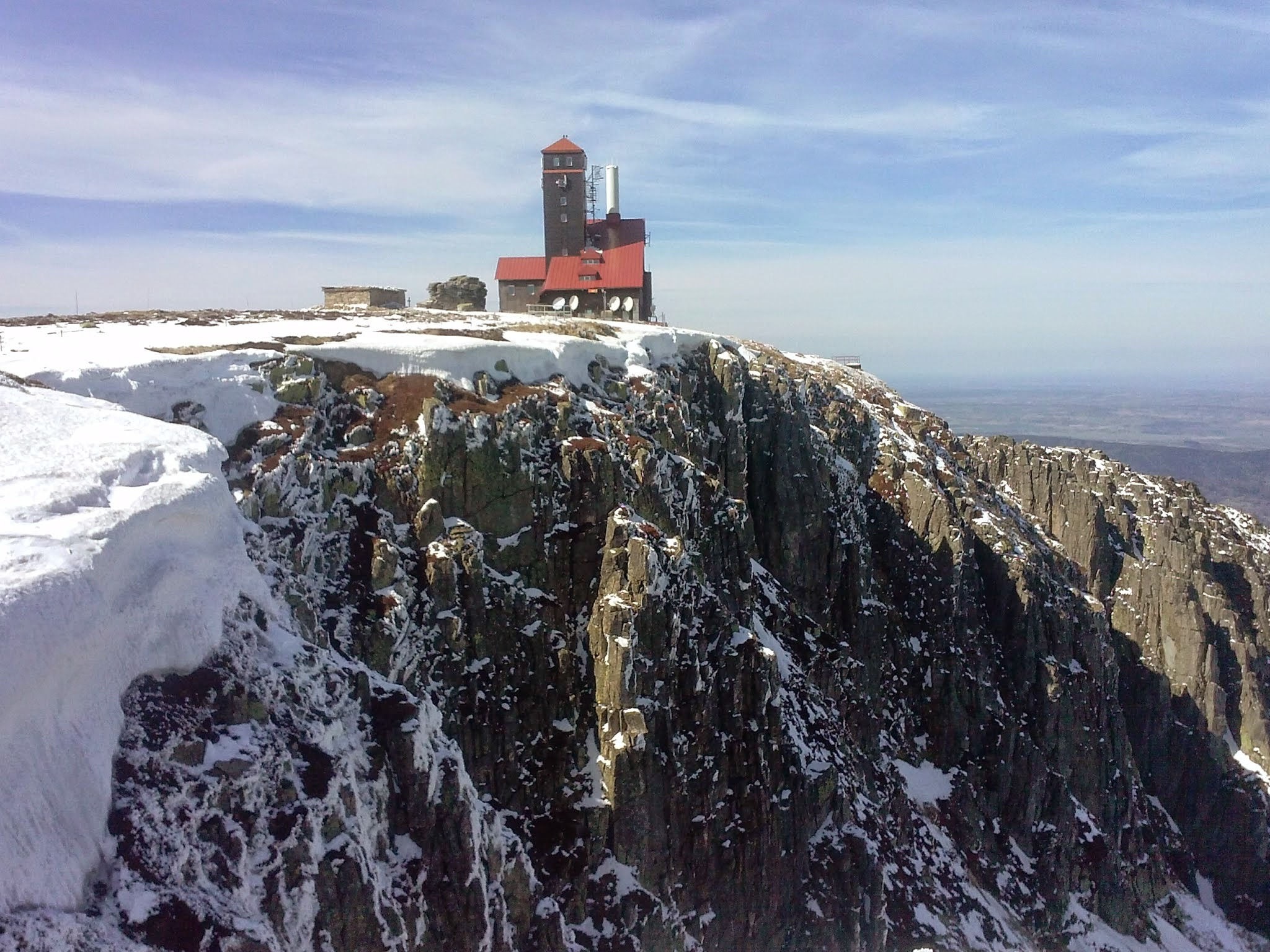
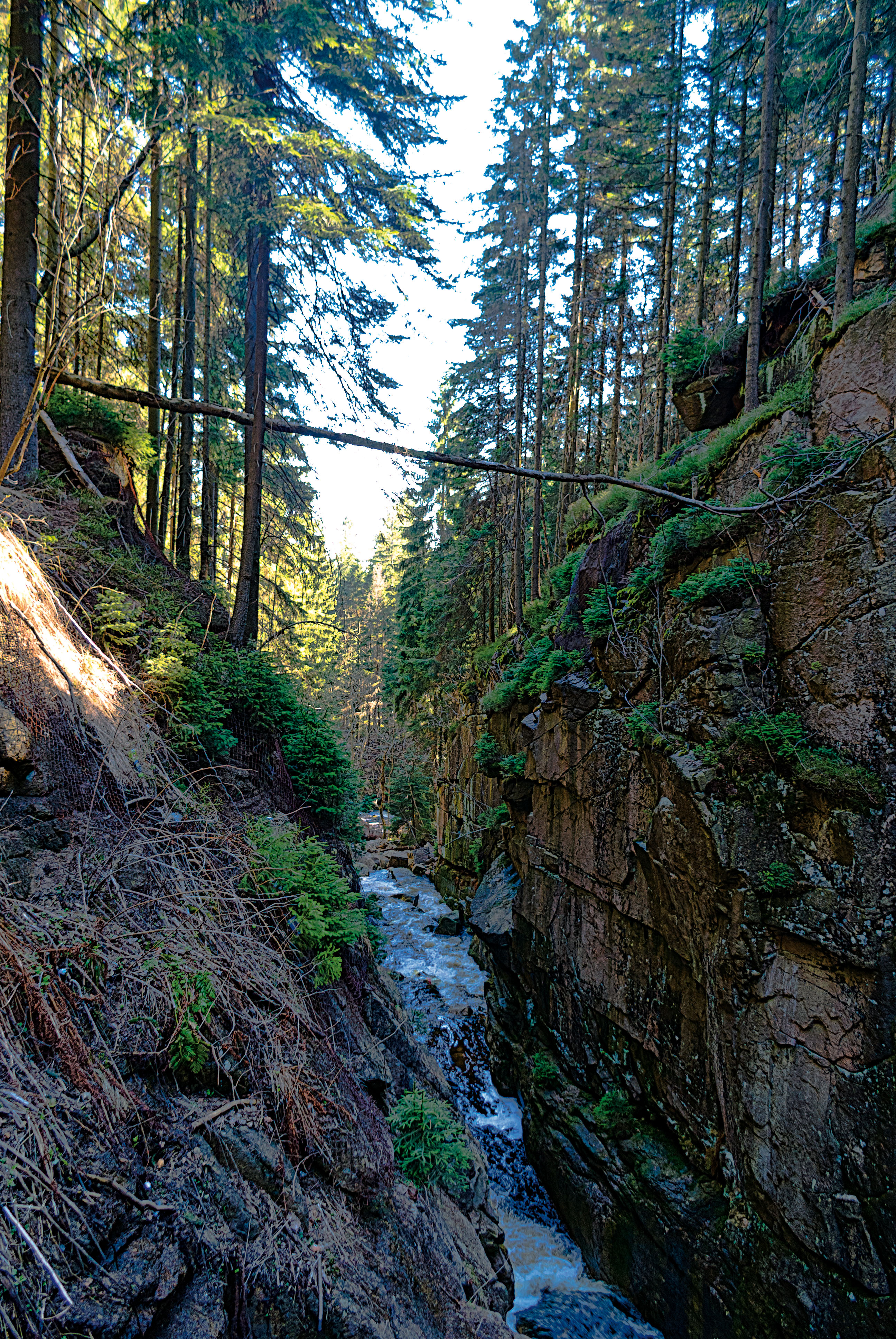
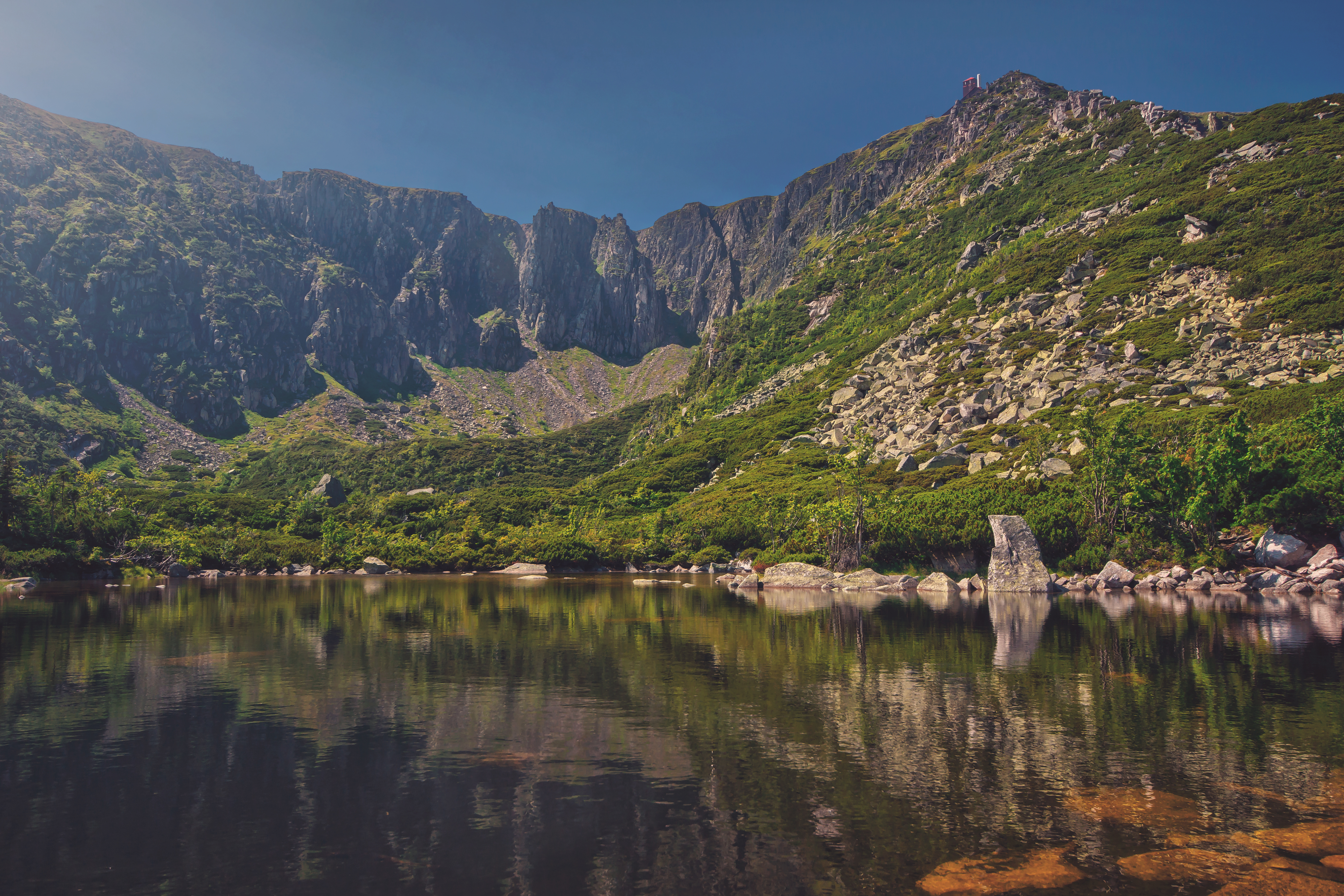